# Олд Форест
Олд Форест е британска блек метъл група, основана през 1998 година в Лондон.

## Дискография
Студио албуми
- 1999 – „Into the Old Forest“ (CD)[1]

Демо
- 1998 – „Of Mists and Graves“
- 2009 – „The Kingdom of Darkness“
- 2010 – „Covered In Black“

EP
- 2008 – „Tales of the Sussex Weald; Part 1 (The Legend of the Devil's Dyke)“
- 2008 – „Tales of the Sussex Weald; Part 2 (Domain of the Long Man)“